# Face My Fears
Face My Fears è un singolo della cantautrice giapponese Utada Hikaru, pubblicato il 18 gennaio 2019 dalla Epic Records Japan.

## Descrizione
Il brano Face My Fears, insieme alla sua versione in lingua inglese, costituisce il tema musicale d'apertura del videogioco del 2019 Kingdom Hearts III. Il brano è stato realizzato e prodotto da Utada Hikaru in collaborazione con Skrillex e Poo Bear. Il singolo è stato pubblicato insieme ai brani Chikai (誓い?) (inserito nel settimo album in studio della cantautrice, Hatsukoi) e alla sua versione inglese, Don't Think Twice.

## Tracce
1. Face My Fears (feat. Skrillex) (versione inglese) – 3:42
2. Don't Think Twice – 4:33
3. Face My Fears (feat. Skrillex) (versione giapponese) – 3:42
4. Chikai (誓い?) – 4:37